# Geranium macrostylum
Geranium macrostylum — вид квіткових рослин родини капустяних (Brassicaceae).

## Біоморфологічна характеристика
Це кореневищний геофіт. Схожий на G. tuberosum пагонами й прикореневими листками, але відрізняється тим, що має залозисто-запушені квітконіжки та дзьоб. Витончена рослина з малоквітковим суцвіттям.

## Поширення
Росте в Туреччині й на півдні Європи (Албанія, Болгарія, Греція, Північна Македонія, Україна). Населяє ліси Quercus, Juniperus, Cedrus, схили гір.